# Carl Brewer (Politiker)

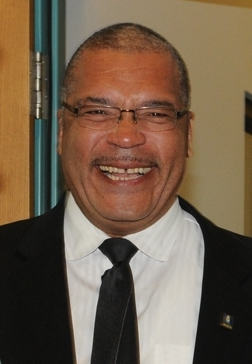
Carl Brewer (2010)

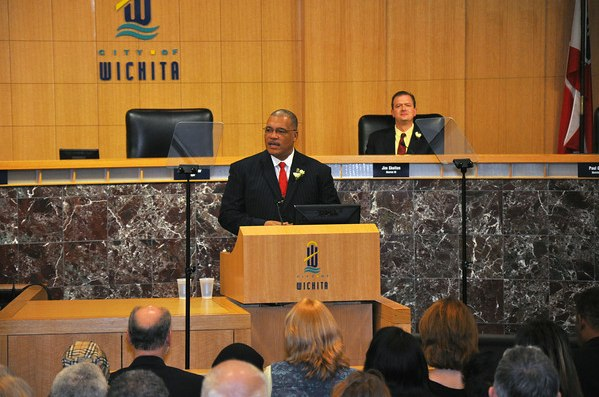
Carl Brewer bei der Rede zum Zustand der Stadt 2009

Carl Brewer (* 8. März 1957; † 12. Juni 2020) war ein US-amerikanischer Politiker. Als erster Afroamerikaner wurde er 2007 zum Bürgermeister von Wichita in Kansas gewählt und am 5. April 2011 in seinem Amt bestätigt. 2015 trat er von seinem Amt zurück.
Brewer besuchte bis 1975 die Wichita North High School und studierte an der Friends University.  30 Jahre lang arbeitete er in der Flugzeugindustrie bei Boeing, Cessna und Spirit AeroSystems.
Von 2001 bis 2007 gehörte er  dem Rat von Wichita für Wichita's City Council District 1 an.
Brewer war Mitglied im Vorstand der National League of Cities.
2018 scheiterte er mit einer Kandidatur für das Amt des Gouverneurs von Kansas.
Er starb im Juni 2020 im Alter von 63 Jahren.